# Jason Christie
Jason Christie (Ashburton, 22 december 1990) is een Nieuw-Zeelands voormalig wielrenner.

## Palmares

### Baanwielrennen
| Jaar       | NK                                         | OK                                                                  | WK            |
| Als junior | Als junior                                 | Als junior                                                          | Als junior    |
| ---------- | ------------------------------------------ | ------------------------------------------------------------------- | ------------- |
| 2007       | Achtervolging · 1 km                       | Ploegenachtervolging · Scratch                                      | Puntenkoers   |
| 2008       |                                            |                                                                     | Achtervolging |
| Als elite  |                                            |                                                                     |               |
| 2008       |                                            | Scratch · 5e Puntenkoers                                            |               |
| 2009       |                                            | Ploegenachtervolging · 4e Koppelkoers · 5e Scratch · 6e Puntenkoers |               |
| 2010       |                                            |                                                                     |               |
| 2011       |                                            |                                                                     |               |
| 2012       |                                            |                                                                     |               |
| 2013       | Ploegkoers · 7e Scratch · 8e Achtervolging |                                                                     |               |

### Wegwielrennen
2013
3e etappe New Zealand Cycle Classic
1e etappe Ronde van Ijen
2015
1e etappe New Zealand Cycle Classic
Ronde van Okinawa
2016
 Nieuw-Zeelands kampioen op de weg, Elite
3e etappe Ronde van Ijen
1e etappe Ronde van Flores
2017
3e etappe Ronde van het Poyangmeer
2018
 Nieuw-Zeelands kampioen op de weg, Elite

## Ploegen
- 2010 –  Endura Racing
- 2011 –  Marco Polo Cycling Team (vanaf 16-8)
- 2012 –  Team Differdange-Magic-Sportfood.de
- 2013 –  OCBC Singapore Continental Cycling Team (vanaf 1-6)
- 2014 –  CCN Cycling Team (tot 30-6)
- 2015 –  Avanti Racing Team
- 2016 –  Kenyan Riders Downunder
- 2017 –  Team Sapura Cycling (vanaf 1-4)
- 2019 –  Aisan Racing Team (vanaf 15-5)
- 2020 –  Aisan Racing Team
- 2021 –  Aisan Racing Team

Bauer · Blain · Camaño · Christie · Creber · Hand · Hayles · King · Lines · McCallum · Moss · Oliphant · Partridge · Thwaites · C. Wilkinson · I. Wilkinson
Abraham · Azmi · Christie · Ebsen · Fitrianto · Gitelis · Hairolrani · Hj Johor · Lim · Mastani · Nederlof · Phounsavath · Van Uden · Wang
Christie · Coates · Ekiru · Elliott · Hill · Kamau · Kangangi · Kinoti · Langat · Miller · Mwangi · Smith · Soden